# Ernst Küster (Botaniker)

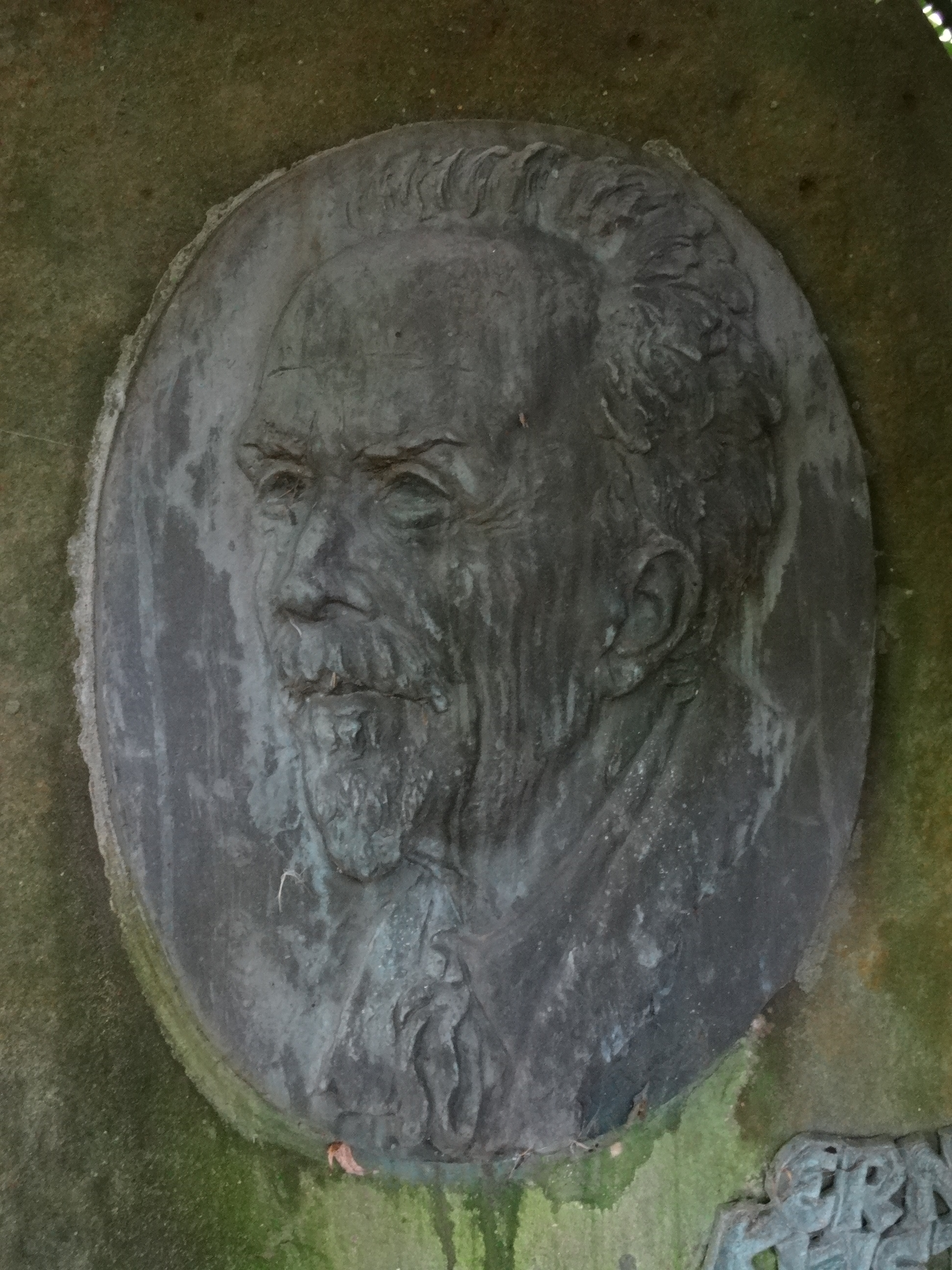
Denkmal für Ernst Küster im Botanischen Garten Gießen

Ernst Küster (* 18. Juni 1874 in Breslau; † 6. Juli 1953 in Gießen) war ein deutscher Botaniker und Zellforscher.

## Leben
Der Vater, Ewald Küster, war Prokurist in einem Breslauer Bankhaus. Ernst Küster besuchte ab 1883 in seiner Heimatstadt das Maria-Magdalenen-Gymnasium. Im Jahre 1893 legte er dort zusammen mit Friedrich Kayssler und Gotthard Fliegel die Reifeprüfung ab. Anschließend begann er mit dem Studium der Naturwissenschaften in München, später in Leipzig und Breslau. Küster promovierte in München zum Dr. phil. und habilitierte sich 1899 in Halle mit der Arbeit Beiträge zur Anatomie der Gallen.
Von 1900 bis 1909 war er Assistent am Botanischen Garten und am Botanischen Institut der Universität Halle, wo er sich mit embryologischen und pharmakologischen Fragen beschäftigte. 1909 erhielt er ein Extraordinariat an der Universität Kiel, 1911 wechselte er in derselben Position an die Universität Bonn. 1920 berief ihn die Universität Gießen zum ordentlichen Professor und Direktor des Botanischen Instituts. 1951 wurde er emeritiert.

## Werk
In seinem umfangreichen wissenschaftlichen Werk befasste sich Küster vor allem mit der Untersuchung von Pflanzenzellen und Mikroorganismen. Er untersuchte plasmolytische Vorgänge und beschrieb die Morphologie des Protoplasmas. Den chemischen Vorgängen in der Pflanzenzelle widmete er mehrere Monographien. Die Experimentelle Physiologie der Pflanzenzelle und Neubildungen am Pflanzenkörper waren Beiträge für das Handbuch der biologischen Arbeitsmethoden. Lange Jahre war er Mitherausgeber der Zeitschrift für wissenschaftliche Mikroskopie. Im Jahre 1903 erschien Pathologische Pflanzenanatomie in ihren Grundzügen und 1920 ein Lehrbuch der Botanik für Mediziner. In zweiter Auflage erschienen 1931 die Beiträge zur entwicklungsmechanischen Anatomie der Pflanzen. Ernst Küster gilt als führender Zellforscher seiner Zeit. Er wurde am 10. April 1917 (Matrikel-Nr. 3393) in die Deutsche Akademie der Naturforscher Leopoldina aufgenommen und war darüber hinaus Mitglied anderer europäischer Akademien, so in Österreich, in Italien und in den Niederlanden.

## Ehrungen
Im Jahr 1944 erhielt er mit Urkunde des Führers vom 22. August 1944 zu seinem 70. Geburtstag die Goethe-Medaille für Kunst und Wissenschaft.

## Schriften
- Vermehrung und Sexualität bei den Pflanzen. B. G. Teubner, Leipzig 1906 (Archive)
- Anleitung zur Kultur der Mikroorganismen. B. G. Teubner, Leipzig und Berlin 1907 (Archive)
- Die Gallen der Pflanzen. Ein Lehrbuch für Botaniker und Entomologen. S. Hirzel, Leipzig 1911 (Archive)
- mit Carl Correns, Alfred Fischel und Wilhelm Roux: Terminologie der Entwicklungsmechanik der Tiere und Pflanzen. Wilhelm Engelmann, Leipzig 1912 (Archive)
- Botanische Betrachtungen über Alter und Tod. Borntraeger, Berlin 1921 (Digitalisat)
- Pathologische Pflanzenanatomie. Gustav Fischer Verlag, Jena 1903 (Archive); 2. Auflage, Jena 1916 (Archive); 3. Auflage, Jena 1925 (Archive)
- Erinnerungen eines Botanikers. Nach dem Manuskript herausgegeben von Gertrud Küster-Winkelmann, Brühlsche Universitätsdruckerei Gießen 1957.